# Danyi-Apéyémé
Danyi-Apéyémé est une ville du Togo.

## Géographie
Danyi-Apéyémé est le chef-lieu de la préfecture de Danyi. La préfecture de Danyi est limitée au Nord par les préfectures de Wawa et d'Amou, au Sud et à l'Est par la préfecture de Kloto et à l'Ouest par le Ghana.
La préfecture de Danyi est distante de Lomé la capitale du Togo de 185 km. On y accède par une voie bitumée en passant par Kpalimé de 45 km. La distance Kpalimé-Adeta est de 32 km et enfin la distance Adeta-Danyi est de 27 km.
Danyi-Apéyémé est situé à environ 81 km d'Atakpamé.
C'est une zone montagneuse (800 m) et très accidentée. Le climat est type soudano-guinéen avec deux saisons de pluies, une saison pluvieuse d'avril à octobre, et une saison sèche de novembre à mars.
La végétation est celle de la forêt de montagne avec des essences telles que le Kaya grandifolia (essence d'acajou), le Chlorophara excelsa (iroko), le Terminalia superba, le Vitex cunita, le Parkia biglobosa, l'Adansonia digitata (baobab), cette dernière étant une essence de savane.[réf. nécessaire]

## Vie économique
Marché traditionnel le vendredi.
Sur le plan économique, le milieu est essentiellement agricole. Les populations, à 80 % paysannes, vivent :
- des cultures de rente : café, cacao ;
- des cultures vivrières : maïs, manioc, taro, riz, haricot, etc. ;
- de la culture de pommes de terre et de choux ;
- de 'élevage, l'artisanat et la commercialisation des denrées alimentaires.

Le secteur informel est composé de maçons, de menuisiers et de forgerons. Les habitudes alimentaires sont la pâte de maïs, le riz, l'igname et le manioc en tranche ou pilée (le foufou) et du haricot.
Le milieu est beaucoup apprécié pour la qualité de ses diverses variétés de fruits (orange, bananes, avocats, mangues, ananas, etc.). La culture du riz pluvial (couleurs rouge et blanc mélangées) est une spécialité.

## Lieux publics
- Dispensaire
- Bibliothèque publique

## Lieux et monuments
- Plateau de Dayes